# Christian Greve (Basketballtrainer)
Christian Greve (* 12. April 1975 in Lübeck) ist ein deutscher Basketballtrainer.

## Laufbahn
Greve wuchs in Ratzeburg auf, spielte dort Basketball beim Ratzeburger SV und war darüber hinaus im Verein als Trainer von Jugendmannschaften tätig. Von 2008 bis 2010 war Greve Assistenztrainer beim Damen-Bundesligisten BC Wildcats Wolfenbüttel, ehe er von 2010 bis 2015 bei der BG Rotenburg/Scheeßel beschäftigt war. In Rotenburg arbeitete er als Jugendkoordinator, im November 2012 übernahm er zusätzlich das Amt des Cheftrainers der Damen-Bundesliga-Mannschaft. 2014 führte Greve die Rotenburgerinnen nach dem zwischenzeitlichen Abstieg in die 2. Bundesliga in die erste Liga zurück. Daraufhin wurde er als „Trainer des Jahres“ der Stadt Rotenburg im Jahr 2014 ausgezeichnet. In der Saison 2014/15 erreichten die BG-Damen unter Greves Leitung das Halbfinale in der Bundesliga-Meisterrunde, schieden dort zwar aus, gewannen aber die Spiele um den dritten Platz.
Ab 2015 war Greve, der beim Niedersächsischen Basketballverband das Jugendressort leitete, bei den Artland Dragons und beim TSV Quakenbrück in der Jugendarbeit tätig, im Januar 2017 übernahm er gemeinsam mit Florian Hartenstein das Cheftraineramt bei den Artländern in der 2. Bundesliga ProB.
Im Sommer 2018 kehrte Greve zur BG Rotenburg/Scheeßel zurück und trat erneut das Amt des Cheftrainers der Damen-Mannschaft (mittlerweile in der 2. Bundesliga) an. 2023 und 2024 führte er Rotenburg zum Gewinn des Zweitligameistertitels, der Verein verzichtete aber in beiden Jahren auf den Erstligaaufstieg.